# Дом Марии Элизабет Людерс

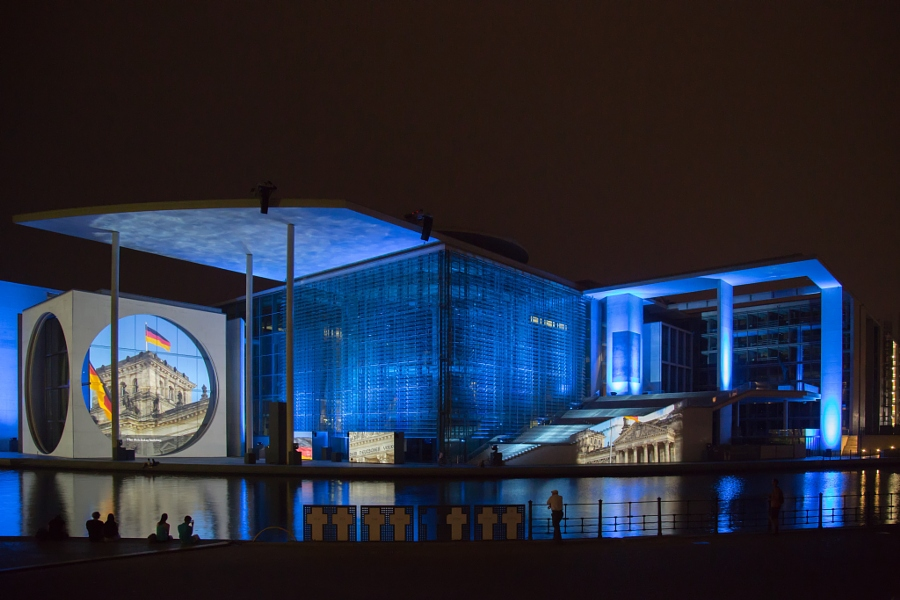
Дом Марии Элизабет Людерс, вид ночью

Дом Марии Элизабет Людерс (нем. Marie-Elisabeth-Lüders-Haus) располагается в правительственном квартале Берлина, в комплексе Федеральной ленты, между улицами Аделе-Шрайбер-Кригер-штрассе и Шиффбауэрдамм. Здание было построено за пять лет и открылось 10 декабря 2003 года, став третьим новым парламентским зданием на Шпрее. Архитектор проекта — Штефан Браунфельс.
Здание получило своё имя в честь либерального политического деятеля и представительницы женского движения в Германии Марии Элизабет Людерс. В западной ротонде здания располагается научный сервисный центр германского бундестага, в состав которого входят, в частности, большая библиотека, насчитывающая 1,3 млн томов и занимающая третье место по величине среди парламентских библиотек мира, архив, хранящий первоисточники по истории бундестага и Федеративной Республики Германия, и пресс-документация. Под информационным и консультационным уровнем библиотечной ротонды в ничем не заполненном больше пространстве сохранена часть Берлинской стены. В доме Марии Элизабет Людерс также есть большой зал для слушаний, который используют тематические комиссии и комитеты по расследованию.
Вместе со зданием Ведомства федерального канцлера и домом Пауля Лёбе образует Федеральную ленту, единый архитектурный комплекс в излучине Шпрее в административном районе Митте.